# William Lancaster (Filmproduzent)
William Henry Lancaster (* 17. November 1947 in Los Angeles, Kalifornien; † 4. Januar 1997 ebenda) war ein US-amerikanischer Filmproduzent, Drehbuchautor und Schauspieler.

## Leben
Er wuchs als zweitältestes von fünf Kindern des Schauspielers Burt Lancaster und Norma Anderson auf. Bereits als Kind erkrankte er an Polio und hatte zeitlebens ein verkürztes Bein. Im Juni 1963 graduierte er an der Emerson High School und begann bald darauf mit seiner Karriere als Autor.
1976 erschien der erste Film, für den er das Drehbuch schrieb. Die Bären sind los war eine Komödie, mit Walter Matthau und Tatum O’Neal in den Hauptrollen. Die Regie führte Michael Ritchie. Zwei Jahre später erschien die Fortsetzung, aus der William 1979 eine Fernsehserie schuf und produzierte. Für John Carpenters Horrorfilm Das Ding aus einer anderen Welt schrieb er 1982 das Drehbuch.
Auf Grund der Krankheit und des verkürzten Beines scheute der 1 Meter 85 Zentimeter große Mann jedoch die große Bühne. In nur zwei Rollen trat er auf: 1974 in The Midnight Man und 1975 in Moses. In beiden Fällen war sein Vater Burt Lancaster sein Filmpartner. In Moses spielte William Lancaster sogar den jungen Moses, sein Vater hingegen den älteren Moses.
Lancaster war verheiratet mit Kippie Kovacs, Tochter des Filmkomödianten Ernie Kovacs. Sie hatten ein Kind, ihre Tochter Keigh Lancaster (* 20. Mai 1966; † 20. August 2017).
Er starb am 4. Januar 1997 an Herzstillstand; er überlebte seinen Vater nur um zwei Jahre.